# 藤原あずさ
藤原 あずさ（ふじわら あずさ、1998年〈平成10年〉5月10日 - ）は、日本の元ローカルタレント。女性アイドルグループSTU48の元メンバーである。
岡山県玉野市出身。引退直前はRAMPAGEに所属していた。

## 略歴
1998年5月10日、岡山県玉野市で生まれ育つ。
- 2017年、STU48第1期生オーディションに合格。
- スポーツユニット「瀬戸7」メンバーとして活動し初代リーダーを務めた[3]。
- 2020年3月10日、STU48を卒業。
- 2020年7月29日、STU48卒業公演[4]。コロナ禍により無観客、配信限定となった[4]。
- 2024年4月19日、株式会社ビーライズに入社。
- 2025年3月31日、社業に専念のため、自身のXアカウントでタレント活動の終了を報告。RAMPAGEの公式サイトからプロフィールが削除され、Instagramアカウントが閉鎖された。Xアカウントについては引き続き公開されているが、自身の書き込みは行わず、他者の投稿のリポストのみ継続している。

## 人物
- ものまねを披露したことがある。
- ダイビングライセンス取得[5]。二級小型船舶操縦士取得[6]。特殊小型船舶操縦士取得[7]。
- 2024年4月19日より、広島に本社を置くXR企業である株式会社ビーライズの広報担当[8]。
- ウッドワンけん玉ワールドカップ廿日市2024予選においてトリック10個を成功させてフルマーク賞を獲得。

## STU48・AKB48での参加楽曲

### シングル選抜楽曲
STU48名義
- 暗闇
  - STU48
  - 僕たちはシンドバッドだ
- 「風を待つ」に収録
  - 出航
  - 制服の重さ - 「20世紀生誕メンバー」名義
- 大好きな人
  - 一杯の水 - 「瀬戸7」名義
- 「無謀な夢は覚めることがない」に収録
  - 一瞬のスリル

AKB48名義
- 「願いごとの持ち腐れ」に収録
  - 瀬戸内の声 - 「STU48」名義
- 「11月のアンクレット」に収録
  - 思い出せてよかった - 「STU48」名義
- 「ジャーバージャ」に収録
  - ペダルと車輪と来た道と - 「STU48」名義

## 現在の出演

### テレビ
- ななスパ///BIZ→ななスパ///（2021年10月15日 - 、テレビせとうち）- 隔週コーナー「藤原あずさと申します!」リポーター
- ピタニュー（2023年4月 - 、広島ホームテレビ ）金曜リポーター
- 特急あずさ出発進行!（2023年7月24日 - ちゅピCOM ほか）広島県内ケーブルテレビ局共同制作

### CM
- 三井住友銀行Olive（2024年）

### 配信
- 宇野港のハルさんとあーちゃんねる (2024年 - YouTube)
- 岡山就活チャンネル（2020年 - YouTube）
- HIROSHIMA-GARAGE（2021年 - YouTube）
- ひまわりTV（2021年 - YouTube）

### 舞台
- 舞台 恋とか愛とか（仮）5（2021年9月23-26日、広島YMCA国際文化ホール）

### 大使
- 岡山県子宮頸がん予防啓発アンバサダー（2024年）

## 過去の出演

### テレビ
- せとチャレ!STU48（広島ホームテレビ、2018年6月17日 - 2020年2月23日）初の単独MC
- STU↗でんつ!（広島テレビ）交代でMC
- ゲツナナ STU48瀬戸内海に潜る。（2019年11月18日、瀬戸内海放送）
- 中国電力プレゼンツ 地域応援プロジェクト年末SP（2019年12月29日、岡山放送、12月30日、テレビ新広島、12月31日、テレビ山口、山陰中央テレビ）
- えっ？広テレが５Ｇエリア化って何かスゴそうＳＰ（2020年9月5日、広島テレビ）
- みみよりライブ 5up!（2020年4月3日 - 、広島ホームテレビ）
  - 火・金曜コーナー「あーちゃんのぷちトク中継」リポーター（2020年4月3日 - 2021年4月）
  - 火・金曜コーナー「あーちゃんの元気中継GETチュー!」リポーター（2021年5月6日 - ）
- 5up!サタデー
  - 藤原あずさの あざ～す ゴーカイ ニューノーマル（2020年10月、全5回）
- てんちじん（2020年12月30日、広島テレビ）MC
- 恋とか愛とか（仮）（広島ホームテレビ）
  - 舞台直前SP「依存する女」（2020年） - 丸美(27)[9]
  - コイカリ×アスリートSP第2弾｢球愛する女｣（2020年） - 主演・片岡安祐美[10]
- AZUSA HOUSE（2021年、広島ホームテレビ）MC
- 走れ!安田自転車同好会〜グランツールせとうち王にオレはなる!!〜（2021年5月5日、広島テレビ）70kmを走行
- 快適!スマホ生活（2021年、広島ホームテレビ）新人店員 役
- あ～ちゃんのホッコリ冬の節電生活（2022年12月21日、広島ホームテレビ）
- せとうちの魅力発見！しまなみ女子サイクル 〜チャリジェンヌ再始動〜（2022年12月24日、広島テレビ）川村エミコ（たんぽぽ）としまなみ海道を走行
- ちゅピCOM SPORTS&LIFE フラワーフェスティバル公開生放送（2024年5月5日、ちゅピCOM）
- 壬生の花田植（2024年6月2日、ちゅピCOM）
- テレビ派（2020年3月31日 - 2024年9月18日、広島テレビ）
  - 月曜コーナー「お願い！AZサ→チ」リポーター（2020年3月31日 - 2021年3月22日）
  - 木曜コーナー「アズマガジン」編集長(リポーター)（2021年4月1日 - 2024年3月21日）
  - 水曜コーナー「ぶちモン図鑑」リポーター（2024年4月3日 - 9月18日）
- ちゅピCOM SPORTS&LIFE （ - 2025年3月31日、ちゅピCOM）月曜

### ラジオ
- 中四国ライブネット（中四国8局ネット）
  - 広島発 GO TO MEAT!（2020年11月29日）

### 舞台
- 舞台 恋とか愛とか（仮）4 広島公演（2020年2月6日・7日・8日・9日）
2020年2月8日9日はニコニコで生配信
1公演分を公式YouTubeチャンネルで1週間限定公開された。

### 配信
- YouTube中島家チャンネル「コイカリ女子会」（2020年5月29日、YouTube生配信）
- フラワーチャンネル 〜はなれていても花は咲く〜（2021年5月3日、YouTube生配信）無観客の2021ひろしまフラワーフェスティバルを生実況

### CM
- AEON 迎春 特別企画 大均一祭（2020年12月 - 2021年1月）
- 広島銀行（2020年）
- 生協ひろしま（2021年）
- 経済産業省 資源エネルギー庁 節電プログラム「ディマンド・リスポンス」（2022年）
- ヤマダデンキテックライフセレクト福山店（2024年）

### 広報
- 2017年広島県知事選挙 ナビゲーター（2017年10月26日 - 11月、広島県選挙管理委員会）[11][12]
  - 岡山市長選挙及び岡山市議会議員補欠選挙（中区選挙区）（2017年、岡山市選挙管理委員会） - 啓発ポスター[13]
  - スポットCM[14]